# Synowódzko Wyżne (stacja kolejowa)
Synowódzko Wyżne (ukr. Верхнє Синьовидне, ros. Верхнесиневидное) – stacja kolejowa w miejscowości Synowódzko Wyżne, w rejonie stryjskim, w obwodzie lwowskim, na Ukrainie.
Stacja istniała przed II wojną światową.
W styczniu 1935 roku na stacji w Synowódzku miała miejsce katastrofa kolejowa, kiedy pociąg osobowy ze Skolego do Lwowa wjechał w pociąg mieszany. Kilkunastu pasażerów zostało ciężko rannych, w tym kolejarze i kilka wagonów uległo zniszczeniu. Powodem katastrofy była burza śnieżna, która zasypała tory.